# The Flamingos
The Flamingos is een voormalige, rond 1952 in Chicago opgerichte Amerikaanse doowop-zanggroep.

## Bezetting
Oprichters
- Earl Lewis (leadzang, tot 1952)
- Johnny Carter (tenor, tot 1956)
- Zeke Carey (tenor, tot 1956, 1958-2001)
- Paul Wilson (bariton, tot 1964)
- Jake Carey (bas, tot 1996)

Bezetting
- Sollie McElroy (zang, 1952-1955)
- Nate Nelson (zang, 1955-1962)
- Tommy Hunt (zang, 1956-1961)
- Terry Johnson (zang, 1956-1962, vanaf 1965)

## Geschiedenis
In het begin noemde de zanggroep zich The Swallows, doch een half jaar later hoorden ze van een andere doowopgroep met dezelfde naam. Derhalve noemden ze zich na een voorstel van Johnny Carter eerst El Flamingos, daarna The Five Flamingos en uiteindelijk The Flamingos. Toen de vijf zangers in de herfst van 1952 tijdens een picknick optraden, ontmoetten ze een zekere Fletcher Witherspoon jr., die voor hen een optreden in een club van een van zijn vrienden arrangeerde. Daar werden ze dan ontdekt door Ralph Leon, die ook hun manager werd.
Leon was vervolgens verantwoordelijk voor de vervanging van Lewis door Sollie McElroy. Op het eind van het jaar namen The Flamingos een demoband op voor United Records, maar werden afgewezen door het label. In plaats daarvan tekenden ze begin 1953 bij Chance Records, waar ze in maart hun debuutsingle Someday, Someway uitbrachten. Er volgde een versie van That's My Desire van Sammy Kaye en ten slotte de Carter-compositie Golden Teardrops, die weliswaar flopte, maar later een klassieker zou worden. The Flamingos traden ondertussen op in het voorprogramma van Duke Ellington en Lionel Hampton. Hun danschoreografieën werden later gecoverd door bands als The Temptations.
Nadat ook de zesde single Blues in a Letter geen commercieel succes werd, verlieten The Flamingos eind 1954 Chance Records en tekenden ze bij Parrot Records, waar ze begin 1955 Dream of a Lifetime uitbrachten. Korte tijd later verliet McElroy de groep en werd vervangen door Nate Nelson, die zich samen met Carter met de leadzang belastte op Ko Ko Mo. Na het overlijden van Leon wisselden The Flamingos naar Checker Records, een sublabel van Chess Records, waar ze in het voorjaar van 1955 When opnamen. Het jaar werd afgesloten met de ballade Please Come Back Home, die echter de hitlijsten niet haalde.
In januari 1956 kwam uiteindelijk de doorbraak met de ballade I'll Be Home, die de r&b-hitlijst haalde (nr. 5). Een coverversie van de Pat Boone-song plaatste zich later definitief in de pophitlijst, een goed voorbeeld van een zwarte song, die in de versie van een blanke vertolker meer succes oogstte. De volgende single A Kiss From Your Lips plaatste zich in de lente van het jaar ook in de r&b-hitlijst (nr. 12). Bovendien hadden The Flamingos in 1956 hun filmdebuut in Alan Freeds rock-'n-roll-film Rock, Rock, Rock en namen ze samen met Bill Haley & His Comets en The Platters deel aan de eerste rock-'n-roll-tournee, waarbij zowel zwarte als blanke artiesten speelden.
Doch na het uitbrengen van Would I Be Crying aan het eind van het jaar moesten Carter en Zeke hun militaire dienstplicht vervullen. Voor hen in de plaats kwamen Tommy Hunt en Terry Johnson. In de nieuwe bezetting tekende de groep bij Decca Records, waar ze in 1957 The Ladder of Love uitbrachten. Aangezien ze nog een lopend contract hadden bij Checker Records, belandden ze spoedig in juridische problemen. Nadat Zeke Carey in 1958 zijn militaire dienst had beëindigd, konden ze zich uiteindelijk schikken met Checker Records.
Daarna verhuisden ze naar New York, waar ze eind 1958 een contract tekenden met End Records van George Goldner. Lovers Never Say Goodbey plaatste zich in de r&b- (nr. 25) en de pophitlijst (nr. 52). Ondanks het succes van de song arrangeerde Goldner een wijziging van het repertoire van eigen composities naar klassiekers. But Not for Me flopte, doch de song I Only Have Eyes for You van Eddy Duchin zou de grootste hit van de groep worden (nr. 3 r&b-hitlijst, nr. 11 pophitlijst). Ze traden een weinig later op in een verdere Freed-film, Go Johnny Go!. Love Walked In plaatste zich in de zomer van 1959 in de pophitlijst (nr. 88), net als I Was Such a Fool (nr. 71). Het jaar eindigde met het uitbrengen van het debuutalbum Flamingo Serenade, waarop meerdere popklassiekers zijn te horen, waaronder van George Gershwin en Cole Porter.
In 1960 hadden The Flamingos met Mi Amore een kleine r&b-hit. Your Other Love kwam zelfs nog eens in de pophitlijst. Begin 1961 keerde Hunt de band de rug toe om een solocarrière te beginnen. Dat zorgde voor spanningen binnen de groep. De neven Carey hielden Johnson verantwoordelijk voor de flop van de singles For All We Know en Flame of Love uit 1962. Iets later verliet Johnson samen met Nelson de groep om The Modern Flamingos te formeren. In 1964 verliet ook Wilson The Flamingos, die in 1965, nadat Johnson was teruggekeerd, tekenden bij Philips Records en in 1966 met The Boogaloo Party een minihit hadden. In 1970 kwam de groep met Buffalo Soldier een laatste keer in de hitlijsten.
The Flamingos begonnen nu opnamen te maken bij hun eigen label Ronze Records, waar ze in 1976 de single Love Keeps the Doctor Away uitbrachten. Jake Carey overleed in 1996, in 2001 overleed ook Zeke Carey.  In hetzelfde jaar werden The Flamingos opgenomen in de Rock and Roll Hall of Fame. Op 21 augustus 2009 overleed op 75-jarige leeftijd Johnny Carter. Tommy Hunt overleed in februari 2025 op 91-jarige leeftijd.